# Калиникос Маниос
Калиникос Маниос (на гръцки: Καλλίνικος Μάνιος) е гръцки просветен деец, основател на първото гръцко училище в Бер.

## Биография
Маниос е роден в македонския град Бер (Верия) в 1624 година. В 1642 година заминава за Рим, където учи в Гръцкия колеж „Свети Атанасий“. Остава в колежа до 1647 година и по-късно учи в Колежа за разпространение на вярата. Връща се в Бер в 1649 г. и става активна фигура в местното образованиe. Основава първото училище в града. Умира в 1665 година.